# Meigenia pygmaea
Meigenia pygmaea är en tvåvingeart som först beskrevs av Zetterstedt 1838.  Meigenia pygmaea ingår i släktet Meigenia och familjen parasitflugor.
Artens utbredningsområde är Norge. Inga underarter finns listade i Catalogue of Life.